# 朝日ソーラー
朝日ソーラー株式会社（あさひソーラー）は、1983年に創業した、太陽熱温水器や24時間風呂等の製造・販売を行う日本の企業。本社は、大分県大分市にある。

## 概要
省エネルギー及び環境問題への関心の高まりを背景に、社長の林武志以下「朝日軍団」と呼ばれる強力な営業部隊を背景にした訪問販売で急速に業績を伸ばした。強引な販売手法に苦情が相次ぎ、1997年には国民生活センターから社名公表されたことにより、一時、業績が悪化した。

## CM
俳優の菅原文太が「朝日ソーラーじゃけえ」という広島弁の台詞をしゃべるCMは広く知られる。
1998年から2005年まで、カズンの『あなたに会えてよかった』がCMソングに使われていた。
また、俳優の西田敏行が屋根の上で踊りながら「屋根持っているかー!?」「風呂は最高！風呂は最高！」と呼びかけるCMも有名であったが、同時期に発生した阪神・淡路大震災への配慮から、台詞が「天気出てるかー!?」「空はお天気！皆んなお天気！」に差し替えられた。
その後は「太陽カモーン」で内容も大幅に変わった。
初代(80年代後半)のCMソングは、
「サンサンサンサン朝日サン貴方のお熱を頂戴なラクラクライフの朝日ソーラー」
90年代中盤ぐらいはラップ調で、
「サンサンサンサン朝日サン 皆んな喜ぶ力こぶ お日様喜ぶ力こぶ ソーラーソーラーソーラーパワーだ ア・サ・ヒ・サ・ン! お日様まぶしいあったかい! こんないいものあったかい!? 屋根も喜ぶ力こぶ 皆んな喜ぶ力こぶ ソーラーソーラーソーラーパワーだ チ・カ・ラ・コ・ブ!」
というもの。

## 提供番組

### 過去
- 『JNNニュースの森』（1994年10月 - 1997年6月 ※平日のナショナルスポンサー。提供開始から1995年3月までは日本生命と、1995年4月から1996年3月まではアイフルホームと共同で、前者は新興産業（こちらも悪質リフォームで苦情が相次いだ）、日本LPガス団体協議会、後者は新興産業と日本生命と隔日で提供していた。ナショナルスポンサー枠が縮小された1996年4月から降板までは火・木でスポンサーとなっていた。月・水・金は小林ブロック(元々は小林製薬の子会社)で、96年7月にブロックドラッグジャパン(現・グラクソ・スミスクライン)に。後述する訪問販売の問題につき途中降板）
- 『筑紫哲也NEWS23』
- 『スペースJ』
- 『全国高等学校クイズ選手権』（第16回）
- 『日本人初!宇宙へ』
- 『THEプレゼンター』
- 『森田一義アワー 笑っていいとも!』
- 『サンデープロジェクト』
- 『日テレ系ボクシング中継』

## スポンサー活動
スポーツイベントやチームへのスポンサー活動も積極的に行っており、かつてはヨットレースのアメリカスカップに参戦するニッポン・チャレンジや、Jリーグの大分トリニータのスポンサーを務めたことがある。
また、最近では、別府大分毎日マラソンのメインスポンサー や、鈴木亜久里率いるF1チーム、スーパーアグリF1チームのスポンサー になっていた。

## 不祥事

### 強引訪問販売
1997年、特商法に違反したとして通商産業省から迷惑勧誘の禁止などの処分を受けた。
1998年、処分に従わなかった博多支店が業務停止命令を受けた。
2011年10月25日、長時間居座りや深夜の勧誘などの強引訪問販売で消費者庁より2回目の行政処分を受けた。

### 社員の過労死
2011年8月31日、労災認定された社員の遺族が、死亡は長時間労働が原因として損害賠償を求める訴訟をさいたま地裁に起こした。

## 朝日ソーラーホーム
1996年には、朝日ソーラーの営業力を高く評価したトヨタホームと合弁で、住宅販売会社「朝日ソーラーホーム」を設立した。しかし、社名公表による業績悪化に伴い、トヨタが朝日ソーラー出資分の株式を買い取って合弁を解消した。朝日ソーラーホームはその後社名を武蔵トヨタホームと改め、2005年にトヨタホーム東京に吸収合併されている。

## ロゴ
朝日ソーラーの太陽熱温水器のデザインは、歴代で4パターン存在する。
初代
日本語表記で「朝日ソーラー」と書いてある。給水口には「朝日」と漢字で表記している。
CMではAをモチーフにしたロゴが出てたが二代目と異なる。
2代目
Aをモチーフにした旧ロゴと日本語の[朝日ソーラー]を併記しており、給水口には「朝日」と漢字で表記している。裏側には「朝日ソーラー」と小さく表記してる。
3代目
基本的なデザインは2代目と同じだが、給水口の表記が「Asahi」になっている。現在は最も多く見かける。側面にはロゴの模様が入ってる。
4代目
現行のもの。ロゴが新しくなり「Asahi solar」と表記され、太陽熱温水器自体も現在住宅に融合した、ブラックフェイスを採用している。給水口には旧フォントで「Asahi」となっていて側面には旧ロゴの模様が入っている。背面には赤いステッカーで「Asahi solar」と小さく表記してる。
ホームページやカタログでは、現在も旧ロゴと現行ロゴと併用されている。